# 哈里·米切尔
哈里·米切尔（英語：Harry Mitchell，1898年1月5日—1983年2月8日），英国男子拳击运动员。他曾代表英国参加1924年夏季奥林匹克运动会拳击比赛，获得男子175磅级金牌。他于1983年去世，享年85岁。